# Anna-Elise Torkelsen
Anna-Elise Torkelsen, född 14 juni 1938 i Fredrikstad, är en norsk botaniker.
Torkelsen blev candidatus realium 1967 och tjänstgjorde som konservator vid Oslos botaniska trädgård och museum 1985–2000. Hon arbetar med upplysning om svampar och andra nyttoväxter. Sedan 1968 är hon sekreterare i Nyttevekstforeningen.
Torkelsen har författat flera böcker om svampar och nyttoväxter, bland annat I den grønne gryte (1982, andra utgåvan 2003). Auktorsnamnet Tork. kan användas för Torkelsen i samband med ett vetenskapligt namn inom botaniken.